# Wereldkampioenschap voetbal 1978 (kwalificatie AFC & OFC)
In totaal schreven 21 landen zich in om mee te doen aan de kwalificatie van het Wereldkampioenschap voetbal 1978. Er was één plek beschikbaar. Sri Lanka, Noord-Korea, Irak en de Verenigde Arabische Emiraten trokken zich echter terug. In de finaleronde bleek Iran de sterkste, dat land kwalificeerde zich voor het hoofdtoernooi. Het toernooi duurde van 12 november 1976 tot en met 4 december 1977.

## Gekwalificeerd land
| FIFA-lid | Kwalificatie | Aantal dln. (incl. 1978) | Dln. op rij | Eerste dln. | Laatste dln. | Titels (excl. 1978) | Beste prestatie |
| -------- | ------------ | ------------------------ | ----------- | ----------- | ------------ | ------------------- | --------------- |
| Iran     | Finaleronde  | 1e                       | 1           | n.v.t.      | n.v.t.       | n.v.t.              | n.v.t.          |

## Groepen en wedstrijden
Legenda
Van de landen, die zich plaatsten voor de finalerondes in 1974 plaatste alleen Israël zich niet, hetgeen ervoor zorgde dat geen boycot mogelijk was van de Arabische landen om te spelen tegen Israël zoals in 1958. Zuid-Korea won het beslissende duel met 3-1 in Seoul dankzij twee goals in de slotfase. De winnaar van 1974 Australië hield Nieuw-Zeeland net voor zich en verder plaatsten Iran, Koeweit en Hong Kong zich voor de finalepoule.

### Groep 1
| Pos | Land      | Wed            | Win            | Gel            | Ver            | DV             | DT             | +/−            | Pnt            |
| --- | --------- | -------------- | -------------- | -------------- | -------------- | -------------- | -------------- | -------------- | -------------- |
| 1.  | Hongkong  | 4              | 2              | 2              | 0              | 9              | 5              | +4             | 6              |
| 2.  | Singapore | 4              | 2              | 1              | 1              | 5              | 6              | –1             | 5              |
| 3.  | Maleisië  | 4              | 1              | 2              | 1              | 7              | 6              | +1             | 4              |
| 4.  | Indonesië | 4              | 1              | 1              | 2              | 7              | 7              | 0              | 3              |
| 5.  | Thailand  | 4              | 1              | 0              | 3              | 8              | 12             | –4             | 2              |
|     | Sri Lanka | Teruggetrokken | Teruggetrokken | Teruggetrokken | Teruggetrokken | Teruggetrokken | Teruggetrokken | Teruggetrokken | Teruggetrokken |

|                  |                                 |       |          |                                                                                  |
| 27 februari 1977 | Singapore                       | 2 – 0 | Thailand | Nationaal Stadion, Singapore Toeschouwers: 55.000 Scheidsrechter: Boskovic (AUS) |
| 27 februari 1977 | Quah Kim Song 48' Rajagopal 70' |       |          | Nationaal Stadion, Singapore Toeschouwers: 55.000 Scheidsrechter: Boskovic (AUS) |

|                  |                                                                               |       |                    |                                              |
| 28 februari 1977 | Hongkong                                                                      | 4 – 1 | Indonesië          | Singapore Scheidsrechter: Jafar Namdar (IRN) |
| 28 februari 1977 | Chung Chor Wai 61' (pen) Wun Chee Keung 67' Kwok Ka Ming 71' Lau Wing Yip 83' |       | 12' Waskito Kaihun | Singapore Scheidsrechter: Jafar Namdar (IRN) |

|              |                                             |       |                                                |                                     |
| 1 maart 1977 | Maleisië                                    | 6 – 4 | Thailand                                       | Singapore Scheidsrechter: Vaz (IND) |
| 1 maart 1977 | James 15', 38', 51', 60' Isa Bakar 17', 19' |       | 24', 67' Naphatalung 86' Laohakul 88' Srisawat | Singapore Scheidsrechter: Vaz (IND) |

|              |                                     |       |                         |                                         |
| 2 maart 1977 | Singapore                           | 2 – 2 | Hongkong                | Singapore Scheidsrechter: Harries (NZL) |
| 2 maart 1977 | Quah Kim Song 37' Dollah Kassim 70' |       | 19', 51' Wun Chee Keung | Singapore Scheidsrechter: Harries (NZL) |

|              |           |       |          |                                       |
| 3 maart 1977 | Indonesië | 0 – 0 | Maleisië | Singapore Scheidsrechter: Asami (JPN) |
| 3 maart 1977 |           |       |          | Singapore Scheidsrechter: Asami (JPN) |

|              |                                     |       |              |                                             |
| 5 maart 1977 | Hongkong                            | 2 – 1 | Thailand     | Singapore Scheidsrechter: Kim Joo-Won (KOR) |
| 5 maart 1977 | Kwok Ka Ming 49' Chung Chor Wai 81' |       | 55' Laohakul | Singapore Scheidsrechter: Kim Joo-Won (KOR) |

|              |                                |       |          |                                       |
| 6 maart 1977 | Singapore                      | 1 – 0 | Maleisië | Singapore Scheidsrechter: Asami (JPN) |
| 6 maart 1977 | Mohammad Noh Hussein 31' (pen) |       |          | Singapore Scheidsrechter: Asami (JPN) |

|              |                                                   |       |                                    |                                          |
| 7 maart 1977 | Thailand                                          | 3 – 2 | Indonesië                          | Singapore Scheidsrechter: Alex Vaz (IND) |
| 7 maart 1977 | Chaiyabutr 27' Naphatalung 30' (pen) Srisawat 36' |       | 44' Risdianto 70' Junaedi Abdillah | Singapore Scheidsrechter: Alex Vaz (IND) |

|              |                |       |                   |                                         |
| 8 maart 1977 | Maleisië       | 1 – 1 | Hongkong          | Singapore Scheidsrechter: Harries (NZL) |
| 8 maart 1977 | Bakri Ibni 78' |       | 15' Fung Chi Ming | Singapore Scheidsrechter: Harries (NZL) |

|              |           |                                                                        |           |                                             |
| 9 maart 1977 | Singapore | 0 – 4                                                                  | Indonesië | Singapore Scheidsrechter: Kim Joo-Won (KOR) |
| 9 maart 1977 |           | 4' Ronny Pattinasarany 13' Anjas Asmara 26' Andi Lala 48' Iswadi Idris |           | Singapore Scheidsrechter: Kim Joo-Won (KOR) |

Play-off
Hongkong en Singapore speelden een play-off om te bepalen welk land mag deelnemen aan de finaleronde.
|               |           |                  |          |                                          |
| 12 maart 1977 | Singapore | 0 – 1            | Hongkong | Singapore Scheidsrechter: Boskovic (AUS) |
| 12 maart 1977 |           | 33' Lau Wing Yip |          | Singapore Scheidsrechter: Boskovic (AUS) |

### Groep 2
| Pos | Land        | Wed            | Win            | Gel            | Ver            | DV             | DT             | +/−            | Pnt            |
| --- | ----------- | -------------- | -------------- | -------------- | -------------- | -------------- | -------------- | -------------- | -------------- |
| 1.  | Zuid-Korea  | 4              | 2              | 2              | 0              | 4              | 1              | +3             | 6              |
| 2.  | Israël      | 4              | 2              | 1              | 1              | 5              | 3              | +2             | 5              |
| 3.  | Japan       | 4              | 0              | 1              | 3              | 0              | 5              | –5             | 1              |
|     | Noord-Korea | Teruggetrokken | Teruggetrokken | Teruggetrokken | Teruggetrokken | Teruggetrokken | Teruggetrokken | Teruggetrokken | Teruggetrokken |

|                  |        |       |            |                                                 |
| 27 februari 1977 | Israël | 0 – 0 | Zuid-Korea | Tel Aviv, Israël Scheidsrechter: McGinlay (SCO) |
| 27 februari 1977 |        |       |            | Tel Aviv, Israël Scheidsrechter: McGinlay (SCO) |

|              |                     |       |       |                                                          |
| 6 maart 1977 | Israël              | 2 – 0 | Japan | Tel Aviv, Israël Scheidsrechter: Michel Kitabdjian (FRA) |
| 6 maart 1977 | Machnes 43' Bar 57' |       |       | Tel Aviv, Israël Scheidsrechter: Michel Kitabdjian (FRA) |

|               |       |                        |        |                                                |
| 10 maart 1977 | Japan | 0 – 2                  | Israël | Tel Aviv, Israël Scheidsrechter: Verbeke (FRA) |
| 10 maart 1977 |       | Machnes 41' Peretz 54' |        | Tel Aviv, Israël Scheidsrechter: Verbeke (FRA) |

|               |                                                    |       |               |                   |
| 20 maart 1977 | Zuid-Korea                                         | 3 – 1 | Israël        | Seoel, Zuid-Korea |
| 20 maart 1977 | Cha Bum-kun 23' Park Sang-In 86' Choi Jong-Duk 88' |       | Malmilian 76' | Seoel, Zuid-Korea |

|               |       |       |            |                                                |
| 26 maart 1977 | Japan | 0 – 0 | Zuid-Korea | Tokio, Japan Scheidsrechter: Kathiravalc (MAS) |
| 26 maart 1977 |       |       |            | Tokio, Japan Scheidsrechter: Kathiravalc (MAS) |

|              |                       |       |       |                                                       |
| 3 april 1977 | Zuid-Korea            | 1 – 0 | Japan | Seoel, Zuid-Korea Scheidsrechter: Zainal Abidin (MAS) |
| 3 april 1977 | Cha Bum-kun 84' (pen) |       |       | Seoel, Zuid-Korea Scheidsrechter: Zainal Abidin (MAS) |

### Groep 3
| Pos | Land          | Wed            | Win            | Gel            | Ver            | DV             | DT             | +/−            | Pnt            |
| --- | ------------- | -------------- | -------------- | -------------- | -------------- | -------------- | -------------- | -------------- | -------------- |
| 1.  | Iran          | 4              | 4              | 0              | 0              | 8              | 0              | +8             | 8              |
| 2.  | Saoedi-Arabië | 4              | 1              | 0              | 3              | 3              | 7              | –4             | 2              |
| 3.  | Syrië         | 4              | 1              | 0              | 3              | 2              | 6              | –4             | 2              |
|     | Irak          | Teruggetrokken | Teruggetrokken | Teruggetrokken | Teruggetrokken | Teruggetrokken | Teruggetrokken | Teruggetrokken | Teruggetrokken |

|                  |                           |       |       |                                                        |
| 12 november 1976 | Saoedi-Arabië             | 2 – 0 | Syrië | Djedda, Saoedi-Arabië Scheidsrechter: Dörflinger (SUI) |
| 12 november 1976 | Al Fahad 22' Bo Saeed 54' |       |       | Djedda, Saoedi-Arabië Scheidsrechter: Dörflinger (SUI) |

|                  |                         |       |               |                                                     |
| 26 november 1976 | Syrië                   | 2 – 1 | Saoedi-Arabië | Damascus, Syrië Scheidsrechter: Doğan Babacan (TUR) |
| 26 november 1976 | Al Katbi 36' Khouri 82' |       | 44' Ghani     | Damascus, Syrië Scheidsrechter: Doğan Babacan (TUR) |

|                |               |                              |      |                                                     |
| 7 januari 1977 | Saoedi-Arabië | 0 – 3                        | Iran | Riyad, Saoedi-Arabië Scheidsrechter: Linemayr (AUT) |
| 7 januari 1977 |               | 16', 78' Mazloumi 62' Roshan |      | Riyad, Saoedi-Arabië Scheidsrechter: Linemayr (AUT) |

|                 |       |        |      |                                             |
| 28 januari 1977 | Syrië | 0 – 1  | Iran | Damascus, Syrië Scheidsrechter: Fratz (FRA) |
| 28 januari 1977 |       | Parvin |      | Damascus, Syrië Scheidsrechter: Fratz (FRA) |

|              |      |             |                      |              |
| 6 april 1977 | Iran | 2 – 0 (w/o) | Syrië Teruggetrokken | Shiraz, Iran |
| 6 april 1977 |      |             |                      | Shiraz, Iran |

|               |                          |       |               |                                               |
| 22 april 1977 | Iran                     | 2 – 0 | Saoedi-Arabië | Shiraz, Iran Scheidsrechter: Dörflinger (SUI) |
| 22 april 1977 | Yousifi 10' Shareefi 84' |       |               | Shiraz, Iran Scheidsrechter: Dörflinger (SUI) |

### Groep 4
| Pos | Land    | Wed            | Win            | Gel            | Ver            | DV             | DT             | +/−            | Pnt            |
| --- | ------- | -------------- | -------------- | -------------- | -------------- | -------------- | -------------- | -------------- | -------------- |
| 1.  | Koeweit | 4              | 4              | 0              | 0              | 10             | 2              | +8             | 8              |
| 2.  | Bahrein | 4              | 1              | 0              | 3              | 4              | 6              | –2             | 2              |
| 3.  | Qatar   | 4              | 1              | 0              | 3              | 3              | 9              | –6             | 2              |
|     | V.A.E.  | Teruggetrokken | Teruggetrokken | Teruggetrokken | Teruggetrokken | Teruggetrokken | Teruggetrokken | Teruggetrokken | Teruggetrokken |

|               |         |                      |         |                                                 |
| 11 maart 1977 | Bahrein | 0 – 2                | Koeweit | Doha, Qatar Scheidsrechter: Pat Partridge (ENG) |
| 11 maart 1977 |         | 5' Kameel 21' Yaqoub |         | Doha, Qatar Scheidsrechter: Pat Partridge (ENG) |

|               |                           |       |         |                                                |
| 13 maart 1977 | Qatar                     | 2 – 0 | Bahrein | Doha, Qatar Scheidsrechter: Hungerbühler (SUI) |
| 13 maart 1977 | Bekhit 40' Al Suwaidi 62' |       |         | Doha, Qatar Scheidsrechter: Hungerbühler (SUI) |

|               |       |                          |         |                                          |
| 15 maart 1977 | Qatar | 0 – 2                    | Koeweit | Doha, Qatar Scheidsrechter: Ohmsen (GER) |
| 15 maart 1977 |       | 28' Yaqoub 68' Al-Anberi |         | Doha, Qatar Scheidsrechter: Ohmsen (GER) |

|               |           |       |                                     |                                           |
| 17 maart 1977 | Bahrein   | 1 – 2 | Koeweit                             | Doha, Qatar Scheidsrechter: Lattana (ITA) |
| 17 maart 1977 | Shaqr 73' |       | 33' Al-Anberi 56' (pen) Al Duraihem | Doha, Qatar Scheidsrechter: Lattana (ITA) |

|               |       |                                           |         |                                                 |
| 19 maart 1977 | Qatar | 0 – 3                                     | Bahrein | Doha, Qatar Scheidsrechter: Pat Partridge (ENG) |
| 19 maart 1977 |       | 32' Shaqr 57' Zowayed 73' (pen) Al Farhan |         | Doha, Qatar Scheidsrechter: Pat Partridge (ENG) |

|               |                   |       |                                                  |                                            |
| 21 maart 1977 | Qatar             | 1 – 4 | Koeweit                                          | Doha, Qatar Scheidsrechter: Lattanzi (ITA) |
| 21 maart 1977 | Abubakr 82' (pen) |       | 10' Yaqoub 16' Ma'yoof 24' Al Saleh 60' Bo Hamad | Doha, Qatar Scheidsrechter: Lattanzi (ITA) |

### Groep 5
| Pos | Land           | Wed | Win | Gel | Ver | DV | DT | +/− | Pnt |
| --- | -------------- | --- | --- | --- | --- | -- | -- | --- | --- |
| 1.  | Australië      | 4   | 3   | 1   | 0   | 9  | 3  | +6  | 7   |
| 2.  | Nieuw-Zeeland  | 4   | 2   | 1   | 1   | 14 | 4  | +10 | 5   |
| 3.  | Chinees Taipei | 4   | 0   | 0   | 4   | 1  | 17 | –16 | 0   |

|               |                           |       |                |                                            |
| 13 maart 1977 | Australië                 | 3 – 0 | Chinees Taipei | Suva, Fiji Scheidsrechter: Promakash (THA) |
| 13 maart 1977 | Rooney 8', 46' Abonyi 16' |       |                | Suva, Fiji Scheidsrechter: Promakash (THA) |

|               |                   |       |                        |                                          |
| 16 maart 1977 | Chinees Taipei    | 1 – 2 | Australië              | Suva, Fiji Scheidsrechter: Getkaew (THA) |
| 16 maart 1977 | Chang Kuo Chi 29' |       | 35' Kosmina 58' Abonyi | Suva, Fiji Scheidsrechter: Getkaew (THA) |

|               |                                                         |       |                |                                                       |
| 20 maart 1977 | Nieuw-Zeeland                                           | 6 – 0 | Chinees Taipei | Auckland, Nieuw-Zeeland Scheidsrechter: Suppiah (SIN) |
| 20 maart 1977 | Nelson 4', 6', 60' Campbell 16' Taylor 42' Weymouth 74' |       |                | Auckland, Nieuw-Zeeland Scheidsrechter: Suppiah (SIN) |

|               |                |                                                              |               |                                                       |
| 23 maart 1977 | Chinees Taipei | 0 – 6                                                        | Nieuw-Zeeland | Auckland, Nieuw-Zeeland Scheidsrechter: Dhillon (SIN) |
| 23 maart 1977 |                | 10', 74' Nelson 15', 51', 55' Sumner 71' (e.d.)Lo Chih Tsong |               | Auckland, Nieuw-Zeeland Scheidsrechter: Dhillon (SIN) |

|               |                               |       |               |                                                      |
| 27 maart 1977 | Australië                     | 3 – 1 | Nieuw-Zeeland | Sydney, Australië Scheidsrechter: Thomson Chan (HKG) |
| 27 maart 1977 | Ollerton 60', 80' Kosmina 72' |       | 4' Nelson     | Sydney, Australië Scheidsrechter: Thomson Chan (HKG) |

|               |               |       |              |                                                               |
| 30 maart 1977 | Nieuw-Zeeland | 1 – 1 | Australië    | Auckland, Nieuw-Zeeland Scheidsrechter: Cheung Kwok Kui (HKG) |
| 30 maart 1977 | Nelson 34'    |       | 18' Ollerton | Auckland, Nieuw-Zeeland Scheidsrechter: Cheung Kwok Kui (HKG) |

### Finale
Sjah Reza Pahlavi was destijds de machthebber van Iran en voerde in het islamitische land een westerse stijl in. Daarbij hoorde natuurlijk ook een goed Iraans voetbalelftal bij. Van begin af aan nam Iran het initiatief in deze groep en er werd alleen twee keer gelijk gespeeld tegen Zuid-Korea en aangezien Zuid-Korea wel punten verspeelde tegen de andere ploegen plaatste het land zich met ruime voorsprong voor het WK-voetbal. Definitieve plaatsing werd bewerkstelligd in de thuiswedstrijd tegen de vorige WK-deelnemer Australië, 1-0 door een doelpunt van Ghafoor Jahani. Na het WK brak al snel een islamitische revolutie uit in Iran, de sjah moest vluchten en voetbal was in de ban geraakt.
| Pos | Land       | Wed | Win | Gel | Ver | DV | DT | +/− | Pnt |
| --- | ---------- | --- | --- | --- | --- | -- | -- | --- | --- |
| 1.  | Iran       | 8   | 6   | 2   | 0   | 12 | 3  | +9  | 14  |
| 2.  | Zuid-Korea | 8   | 3   | 4   | 1   | 12 | 8  | +4  | 10  |
| 3.  | Koeweit    | 8   | 4   | 1   | 3   | 13 | 8  | +5  | 9   |
| 4.  | Australië  | 8   | 3   | 1   | 4   | 11 | 8  | +3  | 7   |
| 5.  | Hongkong   | 8   | 0   | 0   | 8   | 5  | 26 | –21 | 0   |

|              |          |                         |      |                                        |
| 19 juni 1977 | Hongkong | 0 – 2                   | Iran | Hongkong Scheidsrechter: Gussoni (ITA) |
| 19 juni 1977 |          | Kazerani 22' Jahani 77' |      | Hongkong Scheidsrechter: Gussoni (ITA) |

|              |          |                 |            |                                                  |
| 26 juni 1977 | Hongkong | 0 – 1           | Zuid-Korea | Hongkong Scheidsrechter: Ferdinand Biwersi (GER) |
| 26 juni 1977 |          | Cha Bum-kun 81' |            | Hongkong Scheidsrechter: Ferdinand Biwersi (GER) |

|             |            |       |      |                                               |
| 3 juli 1977 | Zuid-Korea | 0 – 0 | Iran | Busan, Zuid-Korea Scheidsrechter: Foote (SCO) |
| 3 juli 1977 |            |       |      | Busan, Zuid-Korea Scheidsrechter: Foote (SCO) |

|              |                             |       |          |                                                        |
| 10 juli 1977 | Australië                   | 3 – 0 | Hongkong | Adelaide, Australië Scheidsrechter: Hungerbühler (SUI) |
| 10 juli 1977 | Kosmina 28', 84' Barnes 46' |       |          | Adelaide, Australië Scheidsrechter: Hungerbühler (SUI) |

|                  |           |            |      |                                                         |
| 14 augustus 1977 | Australië | 0 – 1      | Iran | Melbourne, Australië Scheidsrechter: Franz Wöhrer (AUT) |
| 14 augustus 1977 |           | Roshan 70' |      | Melbourne, Australië Scheidsrechter: Franz Wöhrer (AUT) |

|                  |                  |       |                 |                                                |
| 27 augustus 1977 | Australië        | 2 – 1 | Zuid-Korea      | Sydney, Australië Scheidsrechter: Keizer (NED) |
| 27 augustus 1977 | Kosmina 63', 75' |       | Cha Bum-kun 23' | Sydney, Australië Scheidsrechter: Keizer (NED) |

|                |                   |       |                                       |                                         |
| 2 oktober 1977 | Hongkong          | 1 – 3 | Koeweit                               | Hongkong Scheidsrechter: Martinez (ESP) |
| 2 oktober 1977 | Chung Chor Wai 9' |       | Al-Dakhil 35' Yaqoub 52' Bo Hamad 72' | Hongkong Scheidsrechter: Martinez (ESP) |

|                |                  |       |         |                                                |
| 9 oktober 1977 | Zuid-Korea       | 1 – 0 | Koeweit | Seoel, Zuid-Korea Scheidsrechter: Ciacci (ITA) |
| 9 oktober 1977 | Park Sang-In 59' |       |         | Seoel, Zuid-Korea Scheidsrechter: Ciacci (ITA) |

|                 |            |       |                          |                                                 |
| 16 oktober 1977 | Australië  | 1 – 2 | Koeweit                  | Sydney, Australië Scheidsrechter: Vautrot (FRA) |
| 16 oktober 1977 | Rooney 83' |       | Kameel 42' Al-Anberi 49' | Sydney, Australië Scheidsrechter: Vautrot (FRA) |

|                 |            |       |           |                                                  |
| 23 oktober 1977 | Zuid-Korea | 0 – 0 | Australië | Seoel, Zuid-Korea Scheidsrechter: Eriksson (SWE) |
| 23 oktober 1977 |            |       |           | Seoel, Zuid-Korea Scheidsrechter: Eriksson (SWE) |

|                 |            |       |         |                                                  |
| 28 oktober 1977 | Iran       | 1 – 0 | Koeweit | Teheran, Iran Scheidsrechter: Clive Thomas (WAL) |
| 28 oktober 1977 | Jahani 48' |       |         | Teheran, Iran Scheidsrechter: Clive Thomas (WAL) |

|                 |                                         |       |                                                     |                                       |
| 30 oktober 1977 | Hongkong                                | 2 – 5 | Australië                                           | Hongkong Scheidsrechter: Ponnet (BEL) |
| 30 oktober 1977 | Tang Hung Cheong 65' Chung Chor Wai 80' |       | 19', 31', 65' Ollerton 39' (pen) Abonyi 85' Bennett | Hongkong Scheidsrechter: Ponnet (BEL) |

|                 |                            |       |                                   |                                               |
| 5 november 1977 | Koeweit                    | 2 – 2 | Zuid-Korea                        | Koeweit, Koeweit Scheidsrechter: Dubach (SUI) |
| 5 november 1977 | Al-Dakhil 47' Bo Abbas 76' |       | Cha Bum-kun 18' Choi Jong-Duk 82' | Koeweit, Koeweit Scheidsrechter: Dubach (SUI) |

|                  |                 |       |                        |                                                   |
| 11 november 1977 | Iran            | 2 – 2 | Zuid-Korea             | Teheran, Iran Scheidsrechter: Pat Partridge (ENG) |
| 11 november 1977 | Roshan 52', 68' |       | Lee Young-moo 28', 88' | Teheran, Iran Scheidsrechter: Pat Partridge (ENG) |

|                  |                                            |       |          |                                               |
| 12 november 1977 | Koeweit                                    | 4 – 0 | Hongkong | Koeweit, Koeweit Scheidsrechter: Victor (LUX) |
| 12 november 1977 | Al-Dakhil 3', 17' Al-Anberi 45' Kameel 80' |       |          | Koeweit, Koeweit Scheidsrechter: Victor (LUX) |

|                  |                             |       |          |                                          |
| 18 november 1977 | Iran                        | 3 – 0 | Hongkong | Teheran, Iran Scheidsrechter: Raus (YUG) |
| 18 november 1977 | Jahani 3', 35' Kazerani 19' |       |          | Teheran, Iran Scheidsrechter: Raus (YUG) |

|                  |               |       |           |                                              |
| 19 november 1977 | Koeweit       | 1 – 0 | Australië | Koeweit, Koeweit Scheidsrechter: Bucek (AUT) |
| 19 november 1977 | Al-Dakhil 52' |       |           | Koeweit, Koeweit Scheidsrechter: Bucek (AUT) |

|                  |            |       |           |                                                       |
| 25 november 1977 | Iran       | 1 – 0 | Australië | Teheran, Iran Scheidsrechter: Michel Kitabdjian (FRA) |
| 25 november 1977 | Jahani 44' |       |           | Teheran, Iran Scheidsrechter: Michel Kitabdjian (FRA) |

|                 |               |       |                        |                                               |
| 3 december 1977 | Koeweit       | 1 – 2 | Iran                   | Koeweit, Koeweit Scheidsrechter: Wright (NIR) |
| 3 december 1977 | Al-Dakhil 14' |       | Fariba 48' Khabiri 59' | Koeweit, Koeweit Scheidsrechter: Wright (NIR) |

|                 |                                                           |       |                                   |                                                  |
| 4 december 1977 | Zuid-Korea                                                | 5 – 2 | Hongkong                          | Seoel, Zuid-Korea Scheidsrechter: Aldinger (GER) |
| 4 december 1977 | Kim Ho-Kon 22' Huh Jung-moo 43' Kim Jae-Han 76', 81', 89' |       | Kwok Ka Ming 49' Chan Fat Chi 79' | Seoel, Zuid-Korea Scheidsrechter: Aldinger (GER) |